# Qianzhousaurus
Qianzhousaurus (що означає «ящірка Qianzhou») — рід динозаврів тиранозавридів, які мешкали в Азії під час маастрихтського періоду пізньої крейди. Наразі є лише один названий вид, типовий вид Qianzhousaurus sinensis, який є членом племені Alioramini і найбільш тісно пов'язаний з Alioramus, єдиним іншим відомим аліораміном.

## Опис

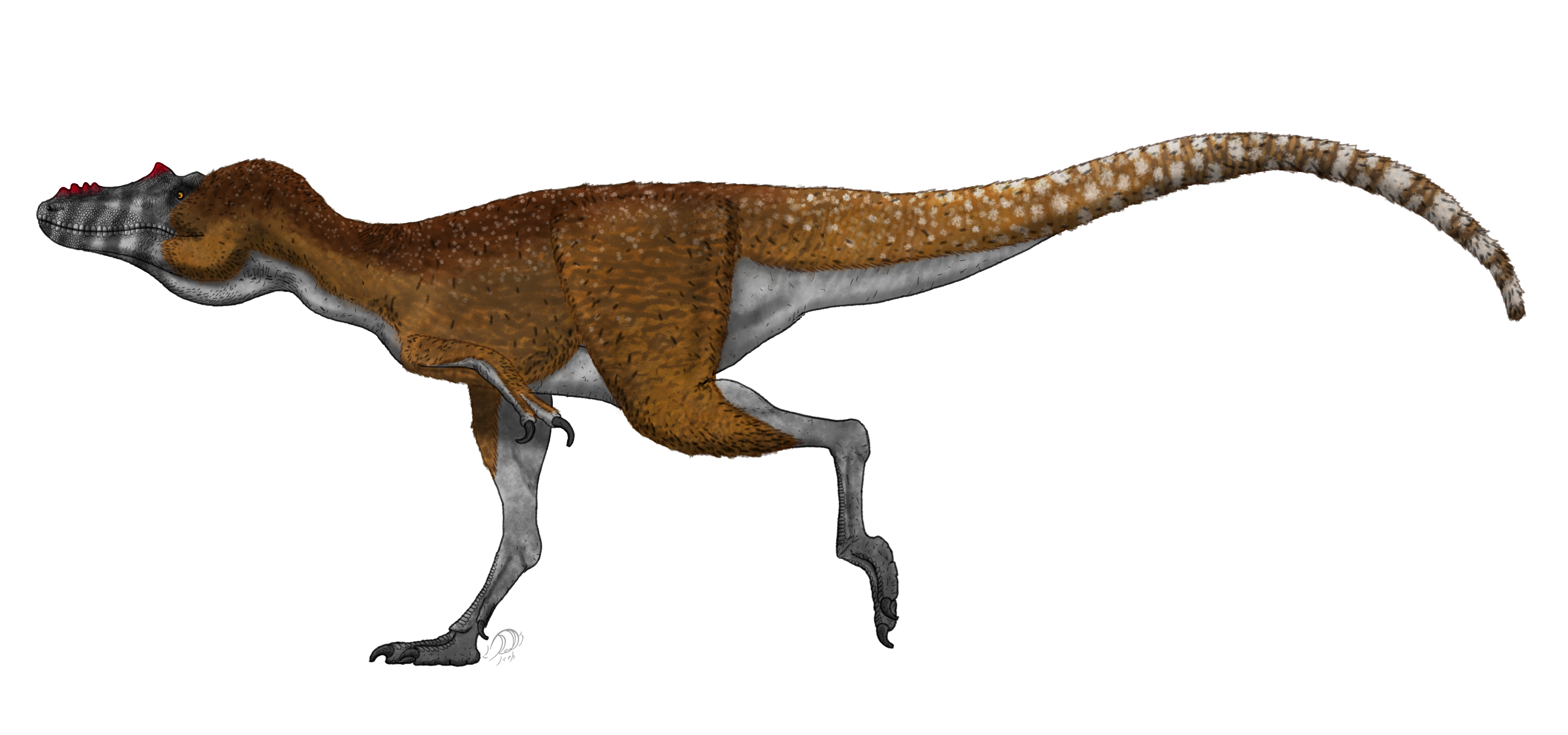
Художнє представлення

Розмір Qianzhousaurus синім

Цяньчжозавр був тиранозавридом середнього розміру, який оцінювався в 6,3 м в довжину, 2 м у висоту в стегнах і 750–757 кг маси тіла. Більш високі оцінки припускають, що він міг досягати максимальної довжини від 7,5 до 9 метрів. Цей таксон можна відрізнити від інших тиранозавридів за наявністю сильно звуженої передщелепної кістки, пневматичного отвору у верхній частині верхньої щелепи та відсутності вертикальної гребнеподібної структури на бічній поверхні клубової кістки.
На відміну від більш «традиційних» тиранозавридів, у яких були видатні глибоко посаджені щелепи та товсті зуби, цяньчжозавр мав особливо подовжену морду з вузькими зубами (після відновлення). Зразок голотипу помітно більший і доросліший за голотипи обох видів Alioramus. Однак, оскільки деякі шви між шийними та спинними хребцями частково зрощені, голотип, схоже, походить від незрілої тварини, ймовірно, підліткової. Цяньчжозавр був довгоногою твариною зі стегновою кісткою довжиною 70 см і великогомілковою кісткою 76 см.
Кладограма:
|  | Gorgosaurus   |
|  |               |
|  | Albertosaurus |
|  |               |

|  | Qianzhousaurus    |
|  |                   |
|  | Alioramus altai   |
|  |                   |
|  | Alioramus remotus |
|  |                   |

|  | Daspletosaurus                                                |
|  |                                                               |
|  | \| \| Tyrannosaurus \| \| \| \| \| \| Tarbosaurus \| \| \| \| |
|  |                                                               |
|  | Tyrannosaurus                                                 |
|  |                                                               |
|  | Tarbosaurus                                                   |
|  |                                                               |

|  | Tyrannosaurus |
|  |               |
|  | Tarbosaurus   |
|  |               |

|  | Daspletosaurus                                                |
|  |                                                               |
|  | \| \| Tyrannosaurus \| \| \| \| \| \| Tarbosaurus \| \| \| \| |
|  |                                                               |
|  | Tyrannosaurus                                                 |
|  |                                                               |
|  | Tarbosaurus                                                   |
|  |                                                               |

|  | Tyrannosaurus |
|  |               |
|  | Tarbosaurus   |
|  |               |

|  | Qianzhousaurus    |
|  |                   |
|  | Alioramus altai   |
|  |                   |
|  | Alioramus remotus |
|  |                   |

|  | Daspletosaurus                                                |
|  |                                                               |
|  | \| \| Tyrannosaurus \| \| \| \| \| \| Tarbosaurus \| \| \| \| |
|  |                                                               |
|  | Tyrannosaurus                                                 |
|  |                                                               |
|  | Tarbosaurus                                                   |
|  |                                                               |

|  | Tyrannosaurus |
|  |               |
|  | Tarbosaurus   |
|  |               |

|  | Daspletosaurus                                                |
|  |                                                               |
|  | \| \| Tyrannosaurus \| \| \| \| \| \| Tarbosaurus \| \| \| \| |
|  |                                                               |
|  | Tyrannosaurus                                                 |
|  |                                                               |
|  | Tarbosaurus                                                   |
|  |                                                               |

|  | Tyrannosaurus |
|  |               |
|  | Tarbosaurus   |
|  |               |

|  | Gorgosaurus   |
|  |               |
|  | Albertosaurus |
|  |               |

|  | Qianzhousaurus    |
|  |                   |
|  | Alioramus altai   |
|  |                   |
|  | Alioramus remotus |
|  |                   |

|  | Daspletosaurus                                                |
|  |                                                               |
|  | \| \| Tyrannosaurus \| \| \| \| \| \| Tarbosaurus \| \| \| \| |
|  |                                                               |
|  | Tyrannosaurus                                                 |
|  |                                                               |
|  | Tarbosaurus                                                   |
|  |                                                               |

|  | Tyrannosaurus |
|  |               |
|  | Tarbosaurus   |
|  |               |

|  | Daspletosaurus                                                |
|  |                                                               |
|  | \| \| Tyrannosaurus \| \| \| \| \| \| Tarbosaurus \| \| \| \| |
|  |                                                               |
|  | Tyrannosaurus                                                 |
|  |                                                               |
|  | Tarbosaurus                                                   |
|  |                                                               |

|  | Tyrannosaurus |
|  |               |
|  | Tarbosaurus   |
|  |               |

|  | Qianzhousaurus    |
|  |                   |
|  | Alioramus altai   |
|  |                   |
|  | Alioramus remotus |
|  |                   |

|  | Daspletosaurus                                                |
|  |                                                               |
|  | \| \| Tyrannosaurus \| \| \| \| \| \| Tarbosaurus \| \| \| \| |
|  |                                                               |
|  | Tyrannosaurus                                                 |
|  |                                                               |
|  | Tarbosaurus                                                   |
|  |                                                               |

|  | Tyrannosaurus |
|  |               |
|  | Tarbosaurus   |
|  |               |

|  | Daspletosaurus                                                |
|  |                                                               |
|  | \| \| Tyrannosaurus \| \| \| \| \| \| Tarbosaurus \| \| \| \| |
|  |                                                               |
|  | Tyrannosaurus                                                 |
|  |                                                               |
|  | Tarbosaurus                                                   |
|  |                                                               |

|  | Tyrannosaurus |
|  |               |
|  | Tarbosaurus   |
|  |               |

## Палеосередовище
Цяньчжозавр відомий з формації Наньсьонг, яка була датована пізнім маастрихтським періодом пізньої крейди, приблизно 66,7 ± 0,3 мільйона років тому на основі аргон-аргонового датування. Основна літологія цієї формації складається з багряних аргілітів і алевролітів, що відкладаються в заплавному середовищі в умовах відносно теплого, вологого субтропічного клімату.

## Палеобіологія
У 2022 році Фостер і його колеги вказали, що цяньчжозавр та інші аліораміни, завдяки своїй стрункій статурі, могли бути мисливцями на дрібну, особливо швидку і спритну здобич, що дозволило цим тиранозавридам уникнути конкуренції з більшими, сильними родичами, які спеціалізується на вбивстві великих тварин. Довгі та витончені морди аліорамінів, таких як аліорамус і цяньчжозавр, можливо, заважали їм вбивати ту саму здобич, на яку полювали молоді та дорослі тиранозаври, такі як тарбозавр, хоча ці більші тиранозаври самі могли іноді полювати на аліорамінів як здобич. Можливо, аліораміни також мали іншу стратегію годування, ніж інші тиранозавриди, оскільки їхні щелепи, здається, були слабшими, ніж у більших родів, і навіть молодь більших видів має пропорційно більшу силу укусу, ніж аліораміни еквівалентного розміру. Крім того, аліораміни, мабуть, залишалися обмеженим Азією, що свідчить про те, що якийсь фактор заважав їм колонізувати Північну Америку. Що це може бути, наразі залишається загадкою.